# ルーベンス、妻エレーヌ・フールマンと息子フランス
『ルーベンス、妻エレーヌ・フールマンと息子フランス』（ルーベンス、つまエレーヌ・フールマンとむすこフランス、蘭: Rubens, Helena Fourment en hun zoon Frans, 英: Rubens, Helena Fourment, and Their Son Frans）は、バロック期のフランドルの巨匠ピーテル・パウル・ルーベンスが1630年代中－後期に板上に油彩で制作した絵画で、ルーベンスと2番目の妻エレーヌ・フールマン、および2人の子供の1人フランス (Frans) を描いた肖像画である。チャールズ・ライツマン夫妻により1981年に寄贈されて以来、ニューヨークのメトロポリタン美術館に所蔵されている。

## 作品
1630年12月6日、53歳であったルーベンスは16歳のエレーヌ・フールマンと結婚した。彼女は、ルーベンスの古い友人で、アントウェルペンで絹とタピスリーを扱っていた富裕な商人ダニエル・フールマンの11人の子供たちの末っ子であった。美しい妻エレーヌと結婚したルーベンスの幸福について物語る多くの文書および絵画の記録が残っている。彼女は、ルーベンスの1630年代以降の多くの絵画において女神と理想の女性像のインスピレーションとなった。
ルーベンスとエレーヌの間には5人の子供が生まれたが、本作に描かれているのは1633年7月12日に生まれた第2子の長男で、ルーベンスの全財産を相続する跡継ぎのフランスであると思われる。描かれているのは、1630年12月6日に生まれた第1子の長女クララ・ジョアンナ (Clara Joanna) であると推測する研究者も多いが、ルーベンスとエレーヌの服装と明らかな年齢、および絵画の様式は1630年代半ばの制作を示唆する。したがって子供はフランスで、絵画の制作時期は1635年頃であろう。
本作で、ルーベンスは、アントウェルペンの自宅の背後にあった庭園を思わせる場所で妻のエレーヌを連れて歩いている。絵画の主人公は妻、母としてのエレーヌで、彼女の最も重要な功績はルーベンスの息子フランスを生んだことであった。エレーヌに焦点が合わされていることは、ルーベンスとフランスの、彼女への賞賛の視線と身振りによって強調されている。場所は「愛の園」であり、描かれているカリアティード (女像柱) と噴水同様、豊穣を示唆する。画面上部右端に登場するオウムは聖母マリア、すなわち理想的な母性を象徴する。

## ギャラリー

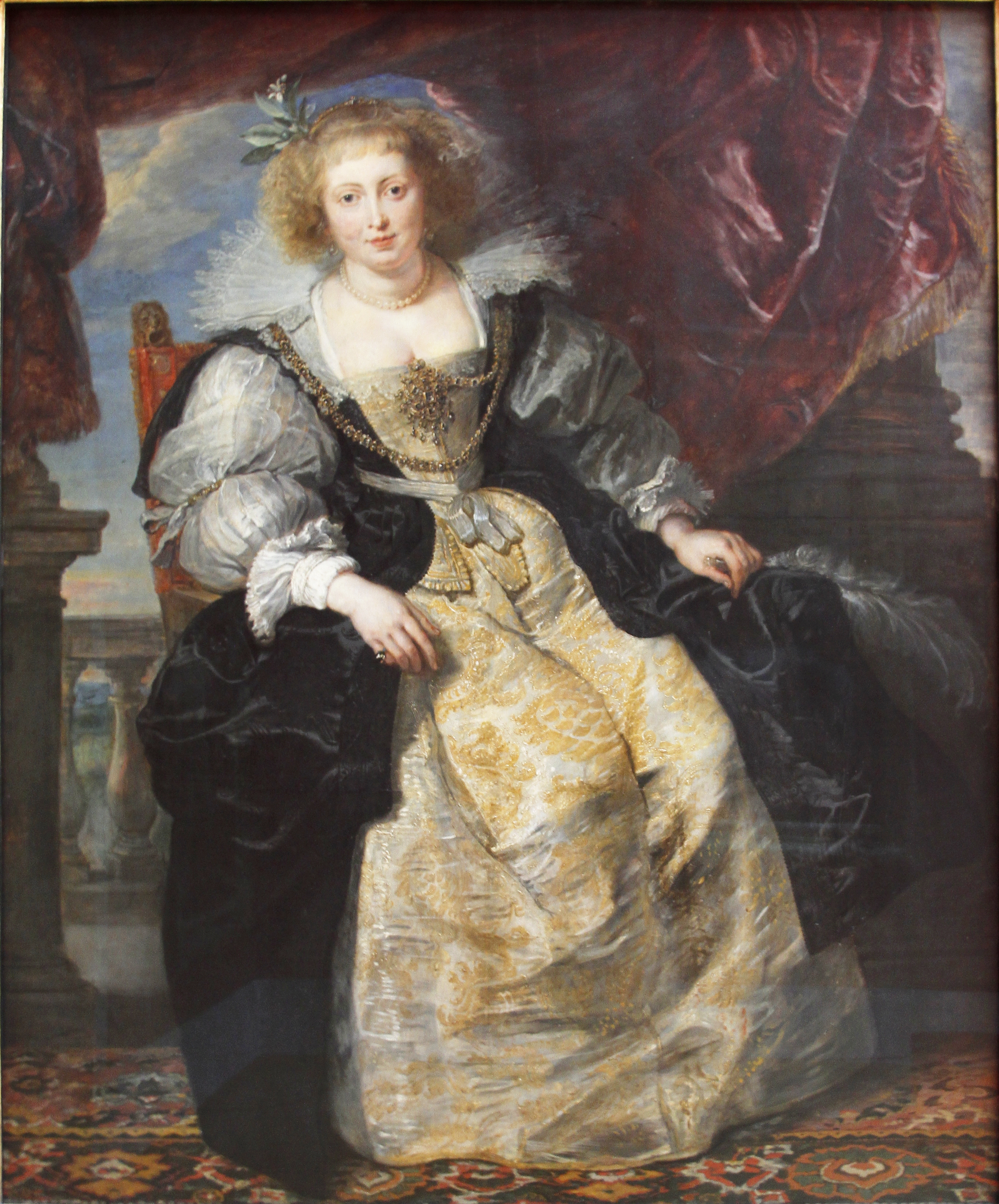
『結婚衣装をつけたエレーヌ・フールマン』 (1630-1631年頃)、アルテ・ピナコテーク (ミュンヘン) 所蔵
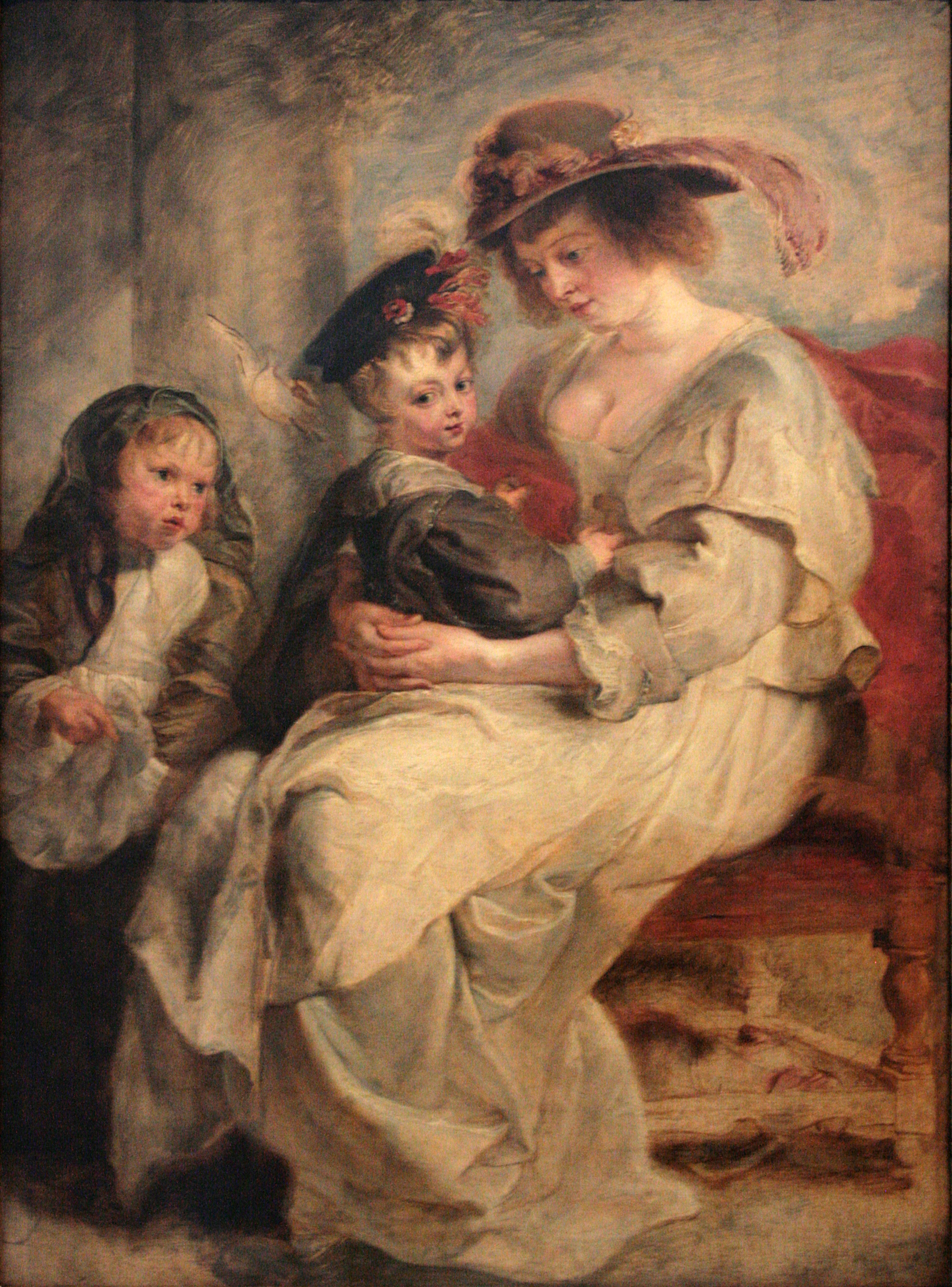
『エレーヌ・フールマンと子供たち』 (1636年頃)、ルーヴル美術館所蔵
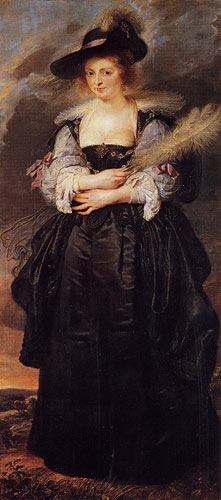
『エレーヌ・フールマンの肖像』 (1638年頃)、カルースト・グルベンキアン美術館（英語版）所蔵
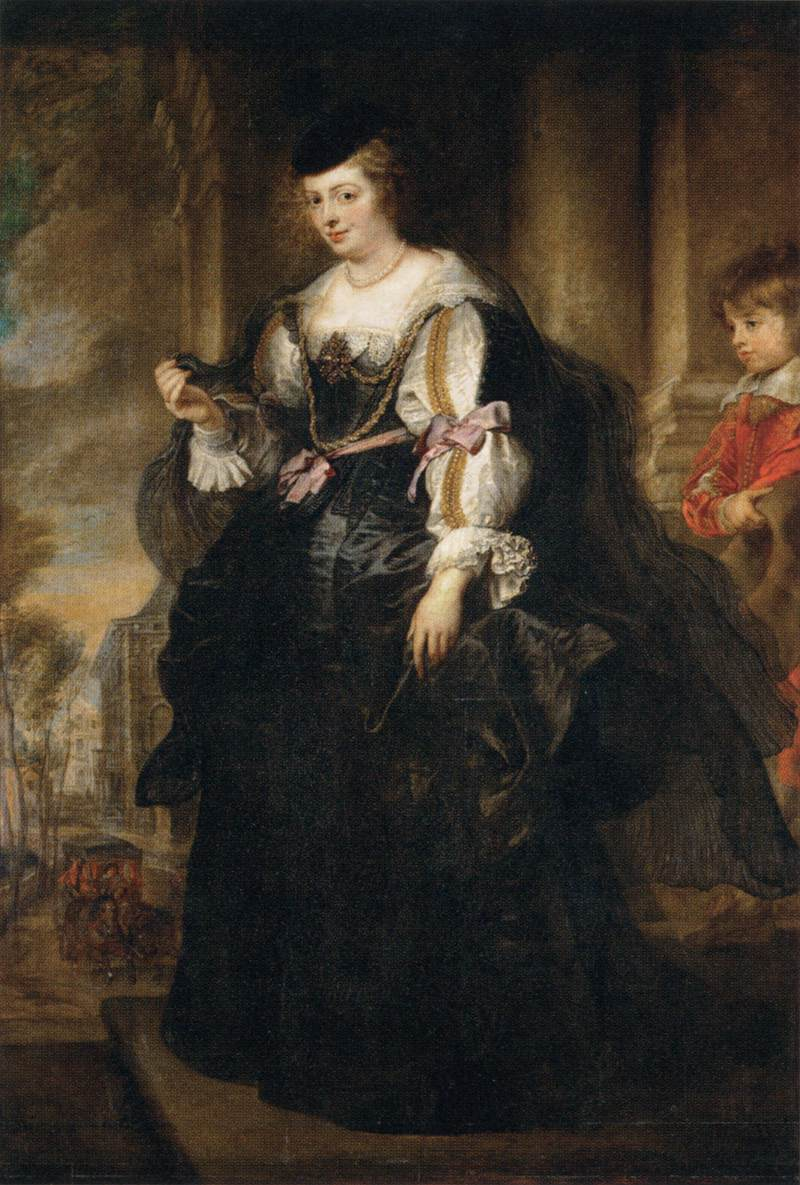
『馬車のあるエレーヌ・フールマンの肖像』 (1639年)、ルーヴル美術館所蔵
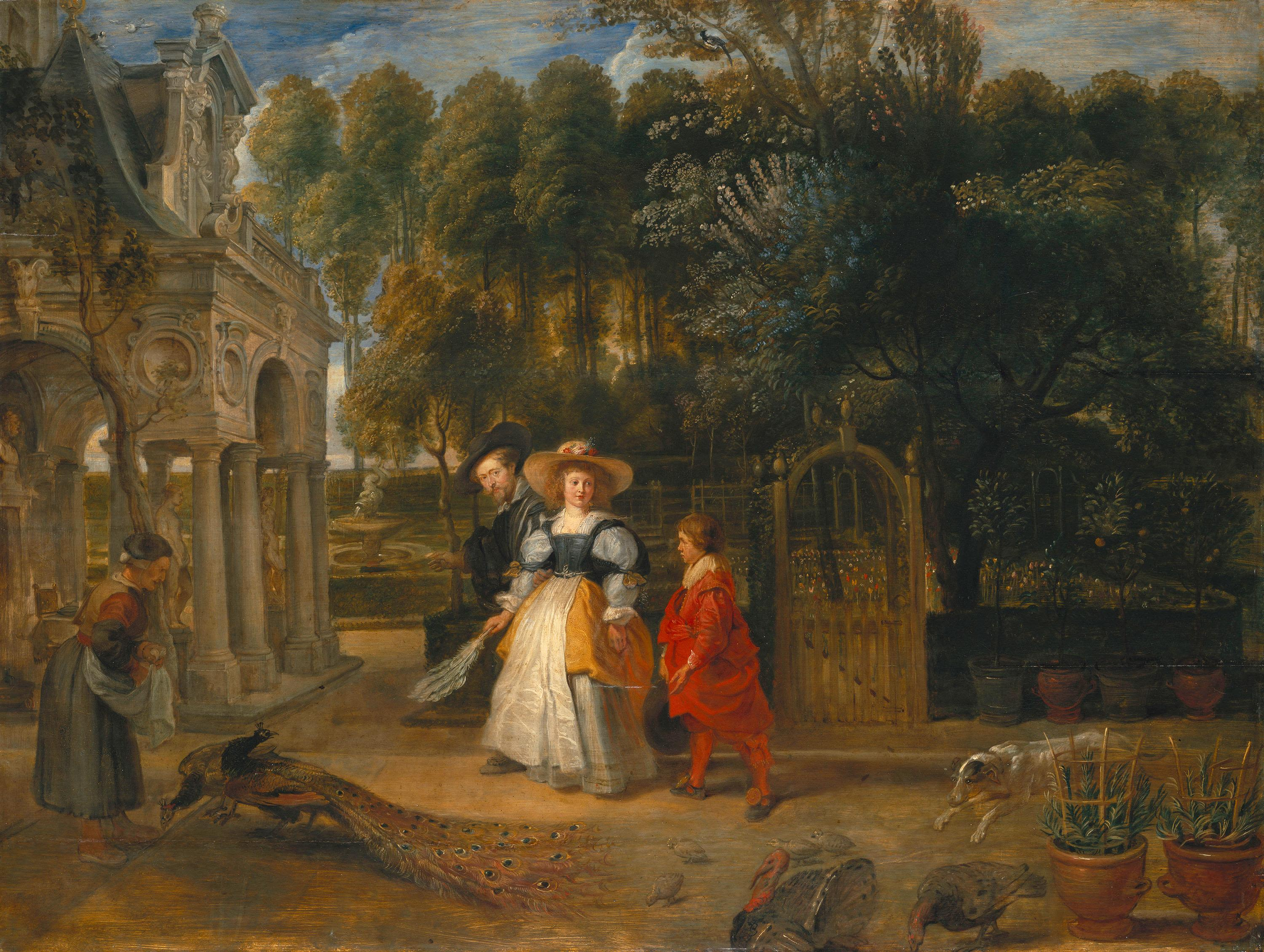
『最初の夫と子供といるエレーヌ・フールマン』 (1640年頃)、アルテ・ピナコテーク (ミュンヘン) 所蔵